# 十月铁路局
十月铁路局（俄語：Октябрьская железная дорога，羅馬化：Oktyabrskaya zheleznaya doroga，简称）是俄罗斯铁路股份公司属下的铁路管理局之一，负责管辖俄罗斯联邦西北地区的铁路系统，包括莫斯科州、特维尔州、普斯科夫州、沃洛格达州、诺夫哥罗德州、列宁格勒州、摩尔曼斯克州、卡累利阿共和国，以及莫斯科和圣彼得堡两个联邦直辖市之间的铁路。